# 穆伊斯内
穆伊斯内是厄瓜多尔的一个海滨城镇，位于埃斯梅拉达斯省，2010年人口普查时该地区人口为5,925。
该镇位于蒙皮切湾内穆伊斯内岛北部，大陆与岛屿东侧之间的穆伊斯内河为该地区居民和游客往来的交通要道。岛屿西部的沙滩为该城镇的重要景点。